# Plaza de Astaná
La Plaza de Astaná (en kazajo: Астана Алаңы, Astana Alaŋy), también conocida como Plaza Vieja, es una plaza de la ciudad de Alma Ata (Kazajistán). Se trata de la segunda plaza más grande del país, sólo tras la Plaza de la República. En ella se celebran multitud de eventos públicos, conciertos y ceremonias. Se encuentra localizada frente a la Universidad Técnica Kazajo-Británica y el monumento a Aliyá Moldagulova y Manshuk Mametova, y en el lateral izquierdo de la calle Panfilov. Antiguamente la plaza se llamaba Vladimir Lenin, y hasta 1991 se ubicaba en el centro de la misma una estatua de este personaje.